# Жесен
Жесе́н (фр. Jessains) — коммуна во Франции, находится в регионе Шампань — Арденны. Департамент — Об. Входит в состав кантона Вандёвр-сюр-Барс. Округ коммуны — Бар-сюр-Об.
Код INSEE коммуны — 10178.
Коммуна расположена приблизительно в 175 км к востоку от Парижа, в 75 км южнее Шалон-ан-Шампани, в 38 км к востоку от Труа.

## Население
Население коммуны на 2008 год составляло 264 человека.
| 1962 | 1968 | 1975 | 1982 | 1990 | 1999 | 2008 |
| ---- | ---- | ---- | ---- | ---- | ---- | ---- |
| 225  | 254  | 235  | 272  | 257  | 243  | 264  |

## Экономика
В 2007 году среди 158 человек в трудоспособном возрасте (15—64 лет) 111 были экономически активными, 47 — неактивными (показатель активности — 70,3 %, в 1999 году было 73,7 %). Из 111 активных работали 102 человека (52 мужчины и 50 женщин), безработных было 9 (4 мужчины и 5 женщин). Среди 47 неактивных 7 человек были учениками или студентами, 24 — пенсионерами, 16 были неактивными по другим причинам.

## Фотогалерея
- Церковь Св. Петра в оковах
- Древнеримская стела, обнаруженная в Жессене (Музей изобразительных искусств, Труа)
- Карта коммуны